# Курносов, Андрей Павлович
Андре́й Па́влович Курно́сов (род. 26 марта 1931, Чекмари, Центрально-Чернозёмная область, СССР) — советский и российский экономист, заслуженный деятель науки Российской Федерации (1994), доктор экономических наук, профессор.

## Биография
Родился 26 марта 1931 года в с. Чекмари Сосновского района (ныне — Тамбовской области). В 1956 году с отличием окончил Воронежский СХИ по специальности «ученый агроном-экономист».
После окончания института работал ассистентом кафедры организации социалистических сельхозпредприятий Воронежского СХИ, лектором Воронежского обкома КПСС, проходил обучение в аспирантуре. С февраля 1966 г., с момента основания кафедры экономико-математических методов и вычислительной техники, по февраль 1999 г. являлся её заведующим.
В 1964 г. защитил кандидатскую диссертацию на тему «Экономическая эффективность сельскохозяйственных культур, отраслей в колхозах и перспективы их развития». В 1974 г. защитил докторскую диссертацию на тему «Оптимизация отраслевой структуры производства в специализированных хозяйствах, производящих продукцию животноводства на промышленной основе».
На протяжении всех лет работы в институте вел активную научную, учебно-методическую и общественную работу.
С 1976 г. по 1978 г. работал на Кубе в должности Советника директора Института экономики университета Камагуэй. В 1978—1979 гг. являлся ректором Воронежского сельскохозяйственного института.
С 1986 г. по 2001 г. — председатель диссертационных советов по защите кандидатских и докторских диссертаций.
Является автором учебников «Вычислительная техника и экономико-математические методы в сельском хозяйстве», «Вычислительная техника и программирование». При его личном участии подготовлены и изданы учебник и практикум по дисциплине «Информатика» и 43 учебных пособия.

## Научная деятельность
Основные направления исследований — повышение эффективности функционирования АПК на основе применения методов математического моделирования.
Подготовил 3 докторов и 30 кандидатов наук.
Автор более 300 печатных работ, в том числе 24 монографий.

## Награды
- орден Дружбы
- орден «Знак Почёта»
- Заслуженный деятель науки Российской Федерации (26 июля 1994) — за заслуги в научной деятельности
- медаль «За доблестный труд»
- медаль «Ветеран труда»
- золотая медаль ВВЦ (1997) — за участие в коллективной монографии «Проблемы функционирования различных форм предпринимательства в аграрной сфере».